# Marco Salvidieno
Marco Salvidieno (em latim: Marcus Salvidenus), conhecido apenas como Salvidieno, foi um político e general romano nomeado legado imperial da Judeia entre 80 e 85, como atesta uma moeda da época do imperador Tito (r. 79-81).